# Kanton Le Puy-en-Velay-4
 Le Puy-en-Velay-4 is een kanton van het Franse departement Haute-Loire. Het kanton maakt deel uit van het arrondissement Le Puy-en-Velay en telde 11.618 inwoners in 2019.
Het kanton werd gevormd ingevolge het decreet van 17 februari 2014 met uitwerking op 22 maart 2015, met Le Puy-en-Velay als hoofdplaats.

## Gemeenten
Het kanton omvat de volgende gemeenten: 
- Arsac-en-Velay
- Coubon
- Le Puy-en-Velay (zuidelijk deel)